# Júlio César da Silva (futebolista)
Júlio César da Silva (Bauru, 8 de março de 1963), é um ex-futebolista brasileiro que atuava como zagueiro.

## Carreira
Iniciou sua carreira profissional em 1980, vindo das categorias de base do Guarani de Campinas, time que defendia quando foi convocado pela primeira vez para a Seleção Brasileira. Graças à sua regularidade na zaga central, foi convocado por Telê Santana para a Copa do Mundo de 1986, tendo sido titular absoluto do time que disputou a competição no México. O único fato negativo em sua ótima passagem pela Seleção Brasileira, foi o pênalti desperdiçado contra a França.
Após a Copa do Mundo, foi vendido para o futebol europeu. Inicialmente contratado pelo Stade Brestois, da França, defendeu ainda as camisas de clubes como a Juventus (pelo qual foi campeão da Copa da UEFA em 1993) e o Borussia Dortmund, da Alemanha (no qual foi campeão alemão, da Liga dos Campeões da UEFA e da Copa Intercontinental). Júlio César encerrou sua carreira em 2001, aos 37 anos de idade, e trabalha atualmente como empresário de jogadores. Além de ex-jogador, Júlio Cesar também é dono (proprietário) de vários bares em Dortmund, na Alemanha, comprados na época em que jogava pelo Borussia em 1994, época em que também obteve a cidadania alemã (passaporte alemão).

## Seleção Nacional
Pela Seleção Brasileira, Júlio César disputou 14 partidas e marcou um gol. Foi titular na Copa do Mundo de 1986 e eleito pela FIFA o melhor zagueiro central da competição. Também disputou a Copa América de 1987.
Apesar de preterido na Copa do Mundo de 1990, Júlio César tinha enormes chances de disputar a Copa de 1994, quando, atuando pela Juventus, era tido como um dos melhores defensores do mundo. No entanto, na disputa da US Cup, no ano anterior ao Mundial, o jogador teve, na concentração antes de um dos jogos da Seleção, seus pertences roubados no hotel. Chateado com a CBF, que não se responsabilizou pelo acontecimento, Júlio César acabou deixando a amarelinha e viu, com isso, naufragarem as suas possibilidades de se tornar tetracampeão. O zagueiro afirmou: "Não joguei mais por causa disso mesmo. Tive um prejuízo muito grande com aquilo e não fui reparado. Vi que não tinha mais porque permanecer depois daquilo. Mas eu queria ter participado mais da seleção brasileira. Só que me roubaram, foi um valor significativo. Já se passaram muitos anos e não gosto de ficar lembrando."

## Títulos
Montpellier
- Copa da França: 1989–1990

Juventus
- Copa da UEFA: 1992–93

Borussia Dortmund
- Campeonato Alemão: 1994–95 e 1995–96
- Liga dos Campeões: 1996–97
- Copa Intercontinental: 1997
- Supercopa da Alemanha: 1995 e 1996

Individuais
- Melhor zagueiro central da Copa do Mundo (o mais votado na Bola de Ouro da Copa): 1986
- Seleção da Copa do Mundo (FIFA): 1986 [carece de fontes?]
- Seleção mundial do ano (Guerin Sportivo): 1986 [5]
- Seleção da Europa (Onze Mondial): 1987
- Melhor zagueiro da Bundesliga (Kicker): 1995[carece de fontes?]
- FIFA XI: 1990, 1999 [carece de fontes?]